# سی‌پلاس‌پلاس ۱۴
C++14 نام غیر رسمی برای جدیدترین استاندارد زبان برنامه‌نویسی سی++ است و به صورت رسمی به آن International Standard ISO/IEC 14882:2014(E) Programming Language C++ گفته می‌شود.
C++14 بر روی اشکال زدایی و بهبودهای جزیی استاندارد قبلی یعنی C++11 تمرکز کرده‌است. پیشنویس کمیته (به انگلیسی: committee draft) این زبان در تاریخ ۱۵ می ۲۰۱۳ منتشر و در ۱۵ آگوست ۲۰۱۴ بعد از رأی‌گیری و انجام تغییراتی جزیی استاندارد این زبان منتشر شد.
بدلیل این که عموماً تاریخ انتشار این زبان بطور قابل ملاحظه‌ای دیر هنگام بوده‌است به C++14 گاهی C++1y نیز گفته می‌شود. همانند استاندارد C++11 که به آن C++0x گفته می‌شده و قرار بر این بوده که قبل از ۲۰۱۰ منتشر شود (البته تا سال ۲۰۱۱ انتشار به تعویق افتاد)

## امکانات جدید این زبان
- تشخیص نوع بازگشتی از تابع (Function return type deduction)
- تشخیص نوع auto
- کم کردن محدودیت‌های constexpr
- قالب‌های متغیر (variable templates)
- مقدار دهی انبوه به عضوهای کلاس (Aggregate member initialization)
- لیترال‌های دودویی (Binary literals)
- جدا کننده ارقام (Digit sperators)
- لامبداهای جنریک (generic lambdas)
- پذیرش عبارت در گیرنده لامبدا (Lambda cpatures expression)
- اضافه شدن صفت (Lambda cpatures expression)
- اضافه کردن صفت [[deprecated]]